# Emerson de Andrade Santos
Emerson de Andrade Santos es un futbolista brasileño con demarcación de centrocampista. Actualmente juega en el EC Noroeste.

## Historia
Nacido en Sāo Paulo, se formó en las categorías inferiores del Sociedade Esportiva Palmeiras, hasta debutar con el primer equipo en el año 2000. En 2003, coincidiendo con el descenso histórico de su equipo por vez primera a la Serie B, cambió de equipo por un año al Río Branco FC, de la Serie C, para que crecer y madurar como jugador.
En 2004 regresó a la máxima categoría del Campeonato Brasileño con el Palmeiras. Su equipo consiguió acceder a puestos de la Copa Libertadores pero su aportación fue más bien discreta. 
En 2005 jugó el Campeonato Paulista con el Clube Atlético Juventus y su aportación fue importante para lograr el ascenso a la categoría A1 en abril. Después jugó en el Clube do Remo de Belém, con el que logró el ascenso a la Serie B. En 2006 participó de nuevo en el Paulista con el Esporte Clube São Bento de Sorocaba, con el que logró mantener la categoría antes de pasar a formar parte de las filas del Ponte Preta. Esa misma temporada con el Ponte Preta jugó un total de 22 partidos en los que consiguió anotar dos goles.
En 2007 es cedido al Real Murcia en el mercado de invierno con opción de compra, tras haber jugado 150 partidos en la primera categoría del fútbol brasileño y habiendo marcado 35 goles. El contrato incluye ceder el 50% de sus derechos de imagen al club murciano.

## Clubs
| Club                          | País   | Año                       |
| ----------------------------- | ------ | ------------------------- |
| Sociedade Esportiva Palmeiras | Brasil | 2000-2003                 |
| Río Branco FC                 | Brasil | 2003                      |
| Sociedade Esportiva Palmeiras | Brasil | 2004                      |
| Clube Atlético Juventus       | Brasil | Campeonato Paulista 2005  |
| Clube do Remo                 | Brasil | Campeonato Brasileño 2005 |
| Esporte Clube São Bento       | Brasil | Campeonato Paulista 2006  |
| Ponte Preta                   | Brasil | Campeonato Brasileño 2006 |
| Real Murcia CF                | España | 2007                      |
| Iraklis                       | Grecia | 2007                      |
| F.C. Tokyo                    | Japón  | 2008                      |
| Bragantino                    | Brasil | 2009                      |
| Paulista                      | Brasil | 2010                      |
| Joinville                     | Brasil | 2010                      |
| Shonan Bellmare               | Japón  | 2010                      |
| Mogi Mirim                    | Brasil | 2011                      |
| Botafogo                      | Brasil | 2012                      |
| EC Noroeste                   | Brasil | 2013-                     |

- Datos: Q1027413